# Дистрибутивни шок
Дистрибутивни шок је посљедица поремећаја микроциркулације и вазомоторне регулације прокрвљености ткива.

## Типови шока
Постоји више форми овог шока:
- Анафилактички/анафилактоидни шок[2]
- Неурогени шок[3]
- Септички шок[4]
- Ендокрини шок
- Хипогликемијски шок

## Анафилактични / анафилакоидни шок
Анафилактични шок је посљедица тренутне бурне и тешке алергијске реакције антигена и антитела. Анафилакоидни шок је максимална варијанта тренутне бурне реакције чији је патомеханизам у датом тренутку непознат. У ургентној ситуацији разликовање ова два стања шока није од значаја, јер је терапија иста.
Узроци анафилактичног шока су: лијекови (пеницилин, контрастна средства), отрови животињског поријекла (убоди инсеката, ујед змије) и храна (јагоде, бадем, орах). У клиничкој слици поред општих горенаведених констатују се и знаци и симптоми алергијске реакције: еритем, уртикарија, едеми коже, мучнина, повраћање, пролив, спазам бронхија, диспнеја, кашаљ, едем глотиса.
Након брзе дијагностике терапија се састоји у адекватној оксигенацији (4-8 l) и/или ендотрахеалној интубацији. Надокнада волумена се врши давањем замјене за плазму (нпр. декстран 40 и декстран 70, колоидних (Хаемацел 3,5%) и/или кристалоидних (нпр. Рингер лактат, 500-1.500 ml и више) течности.
Сљедећа мјера је апликација адреналина 0,1 mg сваких 1-3 мин. све до постизања одговарајућих вриједности систолног притиска. Потом се уводе Х1- (нпр. клоропирамин) и Х2-антихистаминици (нпр. ранитидин) интравенски.
Кортикостероиди се дају у високим дозама, нпр метилпреднизолон до 1.000 mg и. в.
Код бронхоспазма даје се аминофилин у болусу (5 mg/kd), а по потреби у инфузији или инхалација салбутамола ако дозвољава стање пацијента.

## Неурогени шок
Овај облик шока настаје код неуролошких обољења или чешће повреда главе и кичмене мождине услијед тешког оштећења централног нервног система. Механизам настанка неурогеног шока се објашњава оштећењем периферне регулације вазомоторних рефлекса крвних судова и негативним инотропним дејством на миокард због тешког церебралног оштећења.
Ток овог шока протиче мање драматично од свих облика дистрибутивног шока. Неуролошка траума сама по себи је ријетко једини узрок тешког, протрахираног шока. Зато је неопходно трагати за осталим повредама и узроцима шокног стања.
У симптоматици овог облика шока поред општих симптома присутни су неуролошки поремећаји настали као посљедица неуролошких обољења или чешће неуро-трауме. Када се постави дијагноза приступа се терапији, која се састоји у оксигенацији, надокнади течности, примјени катехоламина (допамина) ако је неопходно. Код болести и траума ЦНС-а веома је важно подићи систолни артеријски притисак на око 140 mm Hg, да би се обезбиједила адекватна перфузија можданог ткива.

## Септички шок
Септички шок је облик дистрибутивног шока који се одликује тешком системском упалном реакцијом насталом због инфекције. Узрочници који доводе до развоја септичког шока су грам-позитивне и грам-негативне бактерије, вируси и др. који су већ проузроковали одређену болест у организму (пнеумонију, инфекцију урогениталног система, перитонитис, упалу коже). Ширење микроорганизма у остале органе одвија се преко крви (бактеријемија, виремија), лимфног система, шупљих органа. Долази до распадања узрочника инфекције, чији ослобођени токсини дјелују вазодилататорно на периферне крвне судове. Прекапиларни и посткапиларни крви судови не реагују одговарајуће на дејство катехоламина који се ослобађају у већим количинама доводећи до релативног смањења волумена крви. Из оштећених крвних судова ткива и органа захваћених упалом долази до екстравазације течности и губитка интраваскуларног волумена. Контарктилност миокарда се смањује.
Симптоматика септичког шока се карактерише: високом фебрилношћу, тахикардијом, тахипнејом, леукоцитозом.
Код хипердинамског облика шока („црвени“ или „топли шок“) присутна је тахикардија и хипотензија са топлом и добро прокрвљеном кожом и добрим минутним волуменом. Услов за овакво стање је очувана функција срца са очуваним волуменом крви.
Код хиподинамског облика шока („бијели“ или „хладни шок“) присутна је тахикардија и хипотензија са хладном и слабо прокрвљеном кожом и сниженим минутним волуменом. Често се развија из хипердинамског облика септичког шока, код кога су компензациони механизми организма поремећени. У јединицама интензивне његе код адекватног третмана углавном се ради о хипердинамском облику шока.
Након прецизно постављене дијагнозе септичког шока терапија се састоји поред опште горенаведене у додатном ординирању антибиотске терапије, по могућности на основу антибиограма и/или хируршком третману жаришта инфекције.